# Lijst van voetbalinterlands Finland - Sovjet-Unie
Deze lijst van voetbalinterlands is een overzicht van alle officiële voetbalwedstrijden tussen de nationale teams van Finland en de Sovjet-Unie. De landen speelden elf keer tegen elkaar. De eerste ontmoeting, een kwalificatiewedstrijd voor het Wereldkampioenschap voetbal 1958, werd gespeeld in Moskou op 27 juli 1957. Het laatste duel, een vriendschappelijke wedstrijd, vond plaats op 17 augustus 1988 in Turku.

## Wedstrijden
| №  | Plaats   | Datum            | Competitie           | Wedstrijd             | Uitslag |
| -- | -------- | ---------------- | -------------------- | --------------------- | ------- |
| 1  | Moskou   | 27 juli 1957     | WK 1958 kwalificatie | Sovjet-Unie – Finland | 2 – 1   |
| 2  | Helsinki | 15 augustus 1957 | WK 1958 kwalificatie | Finland – Sovjet-Unie | 0 – 10  |
| 3  | Moskou   | 30 augustus 1967 | EK 1968 kwalificatie | Sovjet-Unie – Finland | 2 – 0   |
| 4  | Turku    | 6 september 1967 | EK 1968 kwalificatie | Finland – Sovjet-Unie | 2 – 5   |
| 5  | Helsinki | 4 juli 1979      | EK 1980 kwalificatie | Finland – Sovjet-Unie | 1 – 1   |
| 6  | Moskou   | 31 oktober 1979  | EK 1980 kwalificatie | Sovjet-Unie – Finland | 2 – 2   |
| 7  | Moskou   | 13 oktober 1982  | EK 1984 kwalificatie | Sovjet-Unie – Finland | 2 – 0   |
| 8  | Helsinki | 1 juni 1983      | EK 1984 kwalificatie | Finland – Sovjet-Unie | 0 – 1   |
| 9  | Kouvola  | 15 mei 1984      | Vriendschappelijk    | Finland – Sovjet-Unie | 1 – 3   |
| 10 | Moskou   | 7 mei 1986       | Vriendschappelijk    | Sovjet-Unie – Finland | 0 – 0   |
| 11 | Turku    | 17 augustus 1988 | Vriendschappelijk    | Finland – Sovjet-Unie | 0 – 0   |

## Samenvatting
| Competitie        | Totaal gespeeld | Winst Finland | Gelijk | Winst Sovjet-Unie | Doelsaldo Finland – Sovjet-Unie |
| ----------------- | --------------- | ------------- | ------ | ----------------- | ------------------------------- |
| WK-kwalificatie   | 2               | 0             | 0      | 2                 | 1 − 12                          |
| EK-kwalificatie   | 6               | 0             | 2      | 4                 | 5 − 13                          |
| Vriendschappelijk | 3               | 0             | 2      | 1                 | 1 − 3                           |
| Totaal            | 11              | 0             | 4      | 7                 | 7 − 28                          |

Wedstrijden bepaald door strafschoppen worden, in lijn met de FIFA, als een gelijkspel gerekend.

## Details

### Zevende ontmoeting
| EK 1984 kwalificatie (Moskou, Sovjet-Unie, 13 oktober 1982): |       |         |
| Sovjet-Unie                                                  | 2 – 0 | Finland |
| Sergei Baltacha 2' Sergei Andreyev 59'                       | goals |         |

### Achtste ontmoeting
| EK 1984 kwalificatie (Helsinki, Finland, 1 juni 1983): |       |                  |
| Finland                                                | 0 – 1 | Sovjet-Unie      |
|                                                        | goals | 75' Oleh Blochin |

### Negende ontmoeting
| Vriendschappelijk (Kouvola, Finland, 15 mei 1984): |       |                                                               |
| Finland                                            | 1 – 3 | Sovjet-Unie                                                   |
| Jari Rantanen 54'                                  | goals | 14' Sergej Rodionov 37' Aleksandr Tsjivadze 90' Oleg Protasov |